# Senato di Trapani
Il Senato di Trapani fu un'antica istituzione cittadina, investita di funzioni giurisdizionali ed esecutive, emblema dei privilegi di cui godeva la città durante il regno di Sicilia. Nel senato cittadino prendevano posto i membri della nobiltà e del patriziato locale, i quali rivestivano un potere ereditario nel campo politico, amministrativo ed economico, designando i candidati alle supreme magistrature.

## Storia
Già nel 1195 l'imperatore Enrico VI di Svevia stabilì che il capitano giustiziere di Trapani godesse dello stesso rango dello stratigoto di Messina.
Trapani fu nei tempi medievali e moderni una delle cinque città più importanti del Regno di Sicilia: queste città, che - oltre alla stessa Trapani - sono Messina, Siracusa, Catania e Palermo ebbero fin dal dominio aragonese un senato civico. 
La città di Trapani è una delle quattro città che non furono mai alienate dal regio demanio (poiché Siracusa al principio fu sede della Camera reginale). Occupava il quinto posto nel braccio demaniale del Parlamento siciliano (quarto posto prima che anche Siracusa ne rientrasse a far parte) e fu da tempo immemorabile sede di un magistrato municipale denominato Illustrissimo Senato Regio Consigliere. 

Il Senato era formato da quattro patrizi, chiamati giurati.
Benigno da Santa Caterina riferisce che: “Carlo V Imperadore nell’anno 1535, essendo sbarcato in Trapani, si conferì nel Tempio di S. Agostino, ed ivi giurò prima di tutte le città del Regno, di osservare i Privileggi di anzidetta Città, accordatigli da’ suoi Predecessori Sovrani. Quindi il Senato nel suo Sigillo intorno alle Armi di Trapani aggiunse le seguenti parole: Drepanum Civitas Invictissima, in qua Caesar primum iuravit”.
Carlo V d'Asburgo inoltre confermò tutti i privilegi già concessi a Trapani da Alfonso il Magnanimo e Ferdinando il Cattolico, incluso quello del Senato di conferire la laurea in diverse materie, quali: teologia, matematica, medicina, fisica, giurisprudenza e belle arti.
.
Il 12 novembre 1589, Trapani ottenne da Filippo II di Spagna il privilegio di nominarsi città e non più terra, i giurati furono chiamati consiglieri del Sacro Regio Consiglio. Il Senato rappresentava la suprema magistratura cittadina e i giurati erano coadiuvati da consiglieri. Nel 1643 i giurati furono insigniti del titolo di senatore, e tale titolo fu confermato da Carlo II di Spagna nel 1665.
L'ultimo consesso fu in carica fino al 1759.

## Uffici e funzioni
Gli uffici di nomina senatoriale erano i seguenti: 
- il capitano di giustizia: era il primo magistrato, detto anche giustiziere o giustiziario. Veniva eletto ogni anno dal Senato e rappresentava il potere politico. Venne istituito all'epoca dalla dominazione normanna; dal 1443, per un privilegio di Alfonso V il Magnanimo, faceva parte del Consiglio reale e occupava il primo posto nel banco del Senato. A lui era demandata l'amministrazione della giustizia criminale ed era il capo della Corte capitaniate, composta da cinque magistrati; la sua guardia era composta da 18 alabardieri[4];
- il sindaco: veniva eletto ogni tre anni e rappresentava l’avvocato del popolo, intervenendo e prodigandosi in suo favore;
- il prefetto: chiamato pure bajolo sin dalla dominazione normanna, amministrava la giustizia civile assieme con tre giudici, durando in carica un anno;
- i senatori dell’anno successivo;
- i giudici civili.

I senatori erano anche competenti a conoscere e decidere le controversie civili; gestivano l'annona, provvedevano alla conservazione delle provviste aIimentari, era loro demandata la gestione delle pubbliche strade e dell'illuminazione pubblica, erano incaricati dell'approvvigionamento della neve. I membri del Senato eleggevano anche l'assessore, il notaio, il tesoriere, il segretario, l'architetto, il maestro di cappella, gli incaricati delle opere di beneficenza e il predicatore quaresimale. Molti di questi membri si congregavano anche nella Confraternita della Carità della Santa Croce.
I senatori (o giurati) vestivano toga corta alla spagnola con maniche ricamate bianche e nei giorni di lutto indossavano toga lunga con tabarro. Quando i membri del Senato uscivano in cerimonie ufficiali, il corteo era composto esclusivamente di personaggi a cavallo: iniziava con i tamburini, seguivano due trombettieri, poi i suonatori di timpani e i quattro contestabili con il contestabile capo che portava lo stendardo; subito dopo sfilava la carrozza del Senato, trainata da quattro cavalli, poi ancora la carrozza con il mazziere, ed infine le carrozze dei nobili, che chiudevano il corteo.

## Sede
Sin dalle origini di questa istituzione, il Palazzo Senatorio è stato collocato accanto alla torre dell’orologio, sovrastante porta Oscura, dirimpetto la rua Grande (oggi corso Vittorio Emanuele). Nel corso dei secoli sono state notevoli le trasformazioni apportate all’edificio, ma le più rilevanti avvennero alla fine del XVII secolo, quando si trasformarono radicalmente gli ambienti interni del palazzo: si volle ampliare il complesso con le case adiacenti e ad esso aggiungere l’elegante e maestoso prospetto barocco. I lavori furono eseguiti per iniziativa e totale spesa del cavaliere Giacomo Cavarretta; per questo motivo l’edificio viene anche chiamato palazzo Cavarretta.

## Elenco dei Capitani di Giustizia e dei Senatori (secoli XIV-XVIII)
- 1375-1376: Ainerio Campolo, capitano di giustizia;
- 1392-1393: conte Antonio Sclafani, capitano di giustizia;
- 1398-1398: Berengario Buccardo regio cavaliere, capitano di giustizia;
- 1400-1401: Filippo Marino regio cavaliere, capitano di giustizia;
- 1402-1403: Berengario Buccardo regio cavaliere, capitano di giustizia; Lemmo Bandino, Filippo de Sigerio, Berto de Naso e Giovanni Crapanzano, senatori;
- 1403-1404: Riccardo Sieri, capitano di giustizia;
- 1404-1405: Niccolò di Naso, capitano di giustizia;
- 1405-1406: Andrea Mararanga, capitano di giustizia;
- 1406-1407: Arrigo Crispo, capitano di giustizia;
- 1407-1408: Isso Riccioli (e parimenti Riccardo Sieri), capitano di giustizia; Gaspare Carissima, Niccolò di Naso, Benedetto Perino e Bernardo Sieri, senatori;
- 1411-1412: Guglielmo del Bosco, barone di Baida, Cudia, Carini, Cefalà, Favignana e del feudo Rayalbesi di Erice
- 1414-1415: Arrigo Crispo, capitano di giustizia; Tommaso de Carissima, Antonio di Caro, Bartolomeo di Caro e Tommaso Armillino, senatori;
- 1415-1416: Francesco Sieri, capitano di giustizia; Benedetto Perino, Salvatore Sieri, Antonio de Bongiardino e Pietro di Florio, senatori;
- 1416-1417: Pietro Graffeo regio cavaliere, capitano di giustizia;
- 1419-1420: Niccolò di Naso, capitano di giustizia; Giuliano Omodei, Roberto di Naso, Giovanni di Caro e Pietro Sieri, senatori;
- 1420-1421: Pietro Graffeo regio cavaliere, capitano di giustizia; Bernardo Barlotta, Benedetto Perino, Antonio Sieri e Francesco Vento, senatori;
- 1421-1422: Francesco Sieri, capitano di giustizia; Lemmo Galanduccio, Bernardo Medico, Tommaso Vento e Giacomo Sieri, senatori;
- 1422-1423: Giovanni Navarro, Francesco de Abrignano, Giovanni Gallo e Giuliano Omodei, senatori;
- 1423-1424: Benedetto Perino, Francesco Vento, Palmerio Spinola e Giovanni di Caro, senatori;
- 1424-1425: Bartolomeo di Caro, Francesco di Adamo, Francesco di Simone e Tommaso Vento, senatori;
- 1426-1427: Niccolò di Naso, capitano di giustizia; Giacomo Sieri, Francesco Vento, Pandolfo la Mannina e Giuliano Omodei, senatori;
- 1427-1428: Giaimo Rovere regio cavaliere, capitano di giustizia; Giovanni Garofalo, Giuliano Galefi, Americo Intagliata e Pietro la Serra, senatori;
- 1428-1429: Melchiorre de Carissima, capitano di giustizia; Tommaso Vento, Francesco de Abrignano, Giliberto di Ferro e Simone la Mannina, senatori;
- 1429-1430: Pietro Mararanga, capitano di giustizia; Francesco Vento, Pandolfo la Mannina, Giovanni de Caro e Andrea Garofalo, senatori;
- 1430-1431: Lanzono Fardella, capitano di giustizia; Guglielmo Crapanzano, Giovanni Ferro, Pietro Corso e Americo Intagliata, senatori;
- 1431-1432: Giorgio Santostefano, Pietro Scurto, Palmerio Spinola e Giliberto di Ferro, senatori;
- 1432-1433: Giovanni Crapanzano, Simone la Mannina, Giacomo Sieri e Giovanni di Vincenzo, senatori;
- 1433-1434: Giovanni Crapanzano, capitano di giustizia;
- 1434-1435: Tommaso Vento (e parimenti Giovanni Crapanzano regio cavaliere), capitano di giustizia;
- 1435-1436: Giovanni de Riccio, capitano di giustizia; Guglielmo Crapanzano, Covino de Ballo, Giovanni di Simone e Americo Intagliata, senatori;
- 1436-1437: Francesco Sieri regio cavaliere, capitano di giustizia; Francesco Majorques, Giacomo Cosentino, Giovanni de Abrignano e Andrea Garofalo, senatori;
- 1437-1438: Francesco de Abrignano, capitano di giustizia; Francesco de Vinci, Antonio di Giovanni, Covino di Vincenzo e Antonio di Santostefano, senatori;
- 1438-1439: Tommaso Vento, capitano di giustizia; Giovanni di Simone, Tommaso Vento, Lanzono Fardella e Giovanni di Gregorio, senatori;
- 1439-1440: Francesco Majorques (e parimenti Giovanni di Simone), capitano di giustizia; Giovanni de Abrignano, Giovanni Navarro, Giovanni Rizzo e Giovanni la Mannina, senatori;
- 1440-1441: Giovanni Navarro, capitano di giustizia; Giuliano Sigalesi, Antonio Sieri, Francesco Incurdina e Giacomo Pepe, senatori;
- 1441-1442: Giovanni de Crapanzano regio cavaliere, capitano di giustizia; Guglielmo Crapanzano, Narzio Imburdiles, Antonio di Vincenzo giuniore e Andrea Garofalo, senatori;
- 1442-1443: Giorgio di Santostefano regio cavaliere (e parimenti Giovanni de Torrella), capitano di giustizia; Giovanni de Abrignano, Pietro Incubao, Antonio di Santostefano e Giovanni de Ligori, senatori;
- 1443-1444: Antonio di Caro maggiore, capitano di giustizia; Giovanni di Naso, Covino di Vincenzo, Giacomo di Micheletto e Antonio Bandino, senatori;
- 1444-1445: Giovanni di Ferro regio cavaliere, capitano di giustizia; Lanzono Fardella, Giacomo di Caruscio, Francesco di Vinci e Giacomo Sieri, senatori;
- 1445-1446: Arnaldo de Fuxa, capitano di giustizia; Antonio di Giovanni, Antonio di Vincenzo, Giovanni Pizzuto e Filippo Crapanzano, senatori;
- 1446-1447: Guglielmo Crapanzano, capitano di giustizia; Palmerio de Spinola, Bartolomeo Carissima, Giovanni di Caro e Bernardo Incubao, senatori;
- 1447-1448: Pietro de Ligori, Giacomo Cosentino, Guglielmo di Giovanni e Giovanni de Abrignano, senatori;
- 1448-1449: Francesco de Abrignano, capitano di giustizia; Giacomo Pepe, Niccolò Sieri, Niccolò Surdo e Giovanni Bongiardino, senatori;
- 1449-1450: Riccardo Sieri, capitano di giustizia;
- 1450-1451: Goffredo de Abrignano, capitano di giustizia; Giuliano Sigalesi, Bartolomeo Carissima, Lanzono Fardella e Antonio di Vincenzo, senatori;
- 1451-1452: Giacomo de Sortino (e parimenti Luigi di Lolino, cavaliere di S. Giacomo), capitano di giustizia; Giacomo la Serra, Niccolò Sieri, Bernardo Incubao e Giliberto Ferro, senatori;
- 1452-1453: Luigi di Lolino (e poi Riccardo Sieri), capitano di giustizia;
- 1453-1454: Covino di Vincenzo, capitano di giustizia;
- 1454-1455: Didaco Ispalense (e parimenti Giacomo la Serra regio cavaliere), capitano di giustizia; Antonio di Vincenzo, Salvatore Sieri, Giacomo Cosentino e Giacomo Barlotta, senatori;
- 1455-1456: Giovanni Zuccalà, capitano di giustizia;
- 1456-1457: Giovanni Lolino regio cavaliere, capitano di giustizia; Antonio di Vincenzo, Martino Pastore, Simone Maccajone e Covino di Vincenzo, senatori;
- 1457-1458: Antonino Fardella (e poi Francesco Morana regio cavaliere), capitano di giustizia; Giovanni di Ferro, Andrea Maccajone, Giovanni di Gregorio e Antonio di Giovanni, senatori;
- 1458-1459: Giovanni Ferro, capitano di giustizia; Francesco de Abrignano, Cristoforo Perino, Niccolò Serigno e Antonio Bandino, senatori;
- 1459-1460: Giovanni Sanclemente regio cavaliere, capitano di giustizia; Martino Pastore, Isso de Rizzo, Francesco Morana e Antonio di Vincenzo, senatori;
- 1460-1461: Niccolò Sieri, capitano di giustizia; Arrigo Settesoldi, Covino di Vincenzo, Giovanni Micheletto e Giacomo Caruso, senatori;
- 1461-1462: Arrigo Omodei, capitano di giustizia;
- 1462-1463: Francesco de Abrignano, Giovanni Bongiardino, Antonio di Caro e Niccolò Sieri, senatori;
- 1463-1464: Antonio III del Bosco barone di Baida, capitano di giustizia; Antonio di Vincenzo, Francesco Incudina, Giovanni Micheletto e Bartolomeo Carissima, senatori;
- 1464-1465: Giovanni di Vincenzo, capitano di giustizia; Giacomo Micheletto, Cristoforo Perino, Santoro Lino e Giacomo Serra, senatori;
- 1465-1466: Giovanni di Vincenzo giuniore, capitano di giustizia;
- 1466-1467: Giovanni Sanclemente, capitano di giustizia;
- 1467-1468: Niccolò Sieri, capitano di giustizia;
- 1468-1469: Filippo Crapanzano, capitano di giustizia;
- 1469-1470: Matteo di Naso barone della Salina (e parimenti Vincio Corso), capitano di giustizia;
- 1470-1471: Arrigo d'Abrignano, capitano di giustizia;
- 1472-1473: Filippo Bandino (e parimenti Antonio di Vincenzo regio cavaliere), capitano di giustizia;
- 1473-1474: Francesco Sieri, capitano di giustizia; Lodovico fardella barone di Arcudaci, Isso Rizzo, Vincio Corso e Giliberto di Ferro, senatori;
- 1474-1475: Isso Rizzo, capitano di giustizia;
- 1475-1476: Lodovico Fardella barone di Arcudaci, capitano di giustizia; Giovanni di Ferro, Giacomo la Serra, Niccolò Sieri e Giovanni Micheletto, senatori;
- 1476-1477: Giacomo la Serra, capitano di giustizia; Francesco Sieri, Ercole Abrignano, Antonio Onesto e Francesco Formica, senatori;
- 1477-1478: Giovanni di Sanclemente regio cavaliere, capitano di giustizia; Filippo Bandino, Andrea Sieri, Andrea Maccajone e Antonio Rabbatà, senatori;
- 1479-1480: segretario Tolomeo Reda, capitano di giustizia; Antonio di Vincenzo, Tommaso Vincio, Andrea Cavaleri ed Ercole Abrignano, senatori;
- 1480-1481: Niccolò Sieri, Giovanni Micheletto, Francesco Morana e Francesco Formica, senatori;
- 1481-1482: Berto de Naso, capitano di giustizia; Giacomo Ferro, Michele Incudine, Cristoforo Perino e Tommaso Vento, senatori;
- 1482-1483: Berardo de Ferro, capitano di giustizia; Giacomo Sieri, Pietro Ferro, Giacomo Carissima e Polidoro de Lino, senatori;
- 1483-1484: Giacomo Sieri, capitano di giustizia; Francesco Morana, Francesco Formica, Berardo Ferro regio cavaliere e Lanzono Fardella, senatori;
- 1484-1485: Andrea Sieri, capitano di giustizia;
- 1485-1486: Berardo de Ferro, capitano di giustizia; Francesco Sieri, Niccolò di Caro, Giovanni Ferro e Cristoforo Perino, senatori;
- 1486-1487: Francesco de Morano, capitano di giustizia;
- 1487-1488: Francesco Sieri, capitano di giustizia; Polidoro Morana, Francesco Cosentino, Antonio Ricciolo e Bartolomeo Andrea de Advena, senatori;
- 1488-1489: Francesco Formica, capitano di giustizia; Mazziotto Sieri, Giovanni de Ligori, Guglielmo Crapanzano e Andrea Ricciolo, senatori;
- 1489-1490: Bartolomeo Morano, capitano di giustizia;
- 1491-1492: Pietro di Ferro, capitano di giustizia;
- 1492-1493: Pietro di Ferro, capitano di giustizia; Valerio Morana, Lanzono Fardella giuniore, Niccolò di Pace e Giacomo Micheletto, senatori;
- 1493-1494: Lanzono Fardella maggiore, capitano di giustizia; Francesco Sieri regio cavaliere, Giovanni Antonio Fardella, Bartolomeo Morana e Francesco Antonio Barbàra, senatori;
- 1494-1495: Francesco di Pace, capitano di giustizia; Antonio Nicola di Caro, Bartolomeo Fardella, Niccolò di Vincenzo e Desebbo Carrachino, senatori;
- 1495-1496: Valerio Morana, Giacomo Antonio di Vincenzo, Antonio Ferro e Francesco Cosentino, senatori;
- 1496-1497: Palmeri de Amodeo secreto, capitano di giustizia; Giacomo Micheletto, Mazziotto Bongiardino, Riccardo Sieri e Bartolomeo Morana, senatori;
- 1497-1498: Antonio di Vincenzo regio cavaliere, Pietro Ferro, Lanzono Fardella maggiore e Mazziotto Sieri, senatori;
- 1498-1499: Francesco di Pace regio cavaliere, capitano di giustizia; Pietro Ferro, Antonio di Vincenzo regio cavaliere, Tommaso Vento e Simone Corso, senatori;
- 1499-1500: Antonio di Vincenzo, capitano di giustizia;
- 1500-1501: Antonio Fardella, capitano di giustizia; Riccardo Sieri, Giovanni di Vincenzo, Giovanni di Caro e Antonio di Alfonso, senatori;
- 1501-1502: Salvatore Bruno, capitano di giustizia; Mazziotto Mongiardino, Giovanni Burlò, Arrigo Omodei e Niccolò di Pace, senatori;
- 1502-1503: Giacomo Sieri, capitano di giustizia; Francesco di Pace regio cavaliere, Polidoro Scurto regio cavaliere, Bartolomeo Fardella e Berardo Ferro regio cavaliere, senatori;
- 1503-1504: Palmerio Omodei, capitano di giustizia; Simone Sanclemente, Riccardo Sieri, Andrea Rizzo regio cavaliere e Luigi Fardella minore, senatori;
- 1504-1505: Antonio di Vincenzo, capitano di giustizia; Bartolomeo Morana, Pietro Ferro, Andrea Sieri maggiore e Andrea di Vincenzo maggiore, senatori;
- 1505-1506: Simone Sanclemente, capitano di giustizia; Francesco di Pace, Giovanni Micheletto, Guglielmo Crapanzano e Valerio Morana, senatori;
- 1506-1507: Palmerio Omodei, capitano di giustizia; Giambattista Turpiano, Antonio di Vincenzo, Antonio Fardella e Andrea Riccioli, senatori;
- 1507-1508: Simone Sanclemente, capitano di giustizia; Vincenzo Garofalo, Bartolomeo de Advena, Giovanni Lolino e Francesco Omodei, senatori;
- 1508-1509: Giacomo Fardella, capitano di giustizia; Valerio Morana, Giacomo Antonio Crapanzano, Andrea Fardella e Mazziotto Mongiardino, senatori;
- 1509-1510: Palmerio Omodei, capitano di giustizia; Giambattista Turpiano, Lanzono Fardella, Pietro Antonio de Advena e Vito Paris Tagliavia, senatori;
- 1510-1511: Antonio Fardella, capitano di giustizia;
- 1511-1512: Mazziotto Mongiardino, Giovanni Sieri, Simone di Vinci e Valerio Morana, senatori;
- 1512-1513: Giacomo Fardella, capitano di giustizia; Pietro Antonio de Advena, Giacomo Sieri, Lanzono Fardella e Bartolomeo Morana, senatori;
- 1513-1514: Simone Sanclemente, capitano di giustizia; Andrea Crapanzano, Antonio Fardella, Antonio di Vincenzo fu Giacomo e Pietro Sieri, senatori;
- 1514-1515: Francesco di Vincenzo, capitano di giustizia;
- 1515-1516: Giacomo Fardella, capitano di giustizia; Vito di Vincenzo, Francesco Sieri, Giacomo Fardella fu Lanzono e Andrea Riccioli, senatori;
- 1516-1517: Simone Sanclemente (dopo la sua rinuncia Toscano di Ferro), capitano di giustizia; Mazziotto Sieri, Giacomo Barlotta, Guglielmo del Bosco e Mazziotto Mongiardino, senatori;
- 1517-1518: Vito di Vincenzo, capitano di giustizia; Francesco Barlotta, Francesco di Pace, Berardo di Ferro e Giovanni Sieri, senatori;
- 1519-1520: Andrea Crapanzano, Simone di Vinci, Antonio Frusteri e Pietro Antonio de Advena, senatori;
- 1520-1521: Palmerio Omodei, capitano di giustizia; Riccardo Sieri, Giacomo Antonio di Naso, Antonio Rabbatà e Vito Paris Tagliavia, senatori;
- 1521-1522: Andrea Crapanzano, capitano di giustizia; Pietro Sieri, Andrea Rizzo, Giovanni Matteo Ferro e Giovanni di Vincenzo, senatori;
- 1522-1523: Giovanni di Vincenzo, capitano di giustizia; Niccolò Sieri, Gaspare Carissima, Michele Burgio e Francesco Barlotta maggiore, senatori;
- 1523-1524: Giovanni Matteo Ferro, capitano di giustizia; Niccolò Incubao, Riccardo Sieri, Antonio Fardella e Giovanni Micheletto, senatori;
- 1524-1525: Niccolò Crapanzano, capitano di giustizia; Polidoro Morana, Andrea Crapanzano, Antonio Frusteri e Pietro Mongiardino, senatori;
- 1525-1526: Giacomo Incubao, Giacomo Rigulo, Antonio Rabbatà e Giovanni Sieri, senatori;
- 1526-1527: Giacomo Fardella, capitano di giustizia; Riccardo Sieri, Simone Sanclemente, Giovanni Matteo di Ferro e Giacomo Riccioli, senatori;
- 1527-1528: Giacomo Rizzo, capitano di giustizia; Andrea Crapanzano, Giovanni di Vincenzo, Niccolò Morana e Onofrio Grignano, senatori;
- 1528-1529: Gaspare Fardella, capitano di giustizia; Antonio Fardella, Polidoro Morana, Giovanni Micheletto e Niccolò de Ajuto, senatori;
- 1529-1530: Giacomo Galvano, capitano di giustizia; Andrea Fardella, Berardo di Ferro, Antonio Rabbatà e Niccolò Incubao, senatori;
- 1530-1531: Giovanni Pietro di Ferro, capitano di giustizia;
- 1531-1532: Giacomo Rizzo, capitano di giustizia; Antonio Fardella maggiore, Polidoro Morana maggiore, Niccolò di Ajuto e Onofrio Grignano, senatori;
- 1532-1533: Niccolò Provenzano, capitano di giustizia; Antonio Frusteri, Vito Paris Tagliavia, Berardo di Ferro e Antonio Rabbatà, senatori;
- 1533-1534: Niccolò di Ajuto, capitano di giustizia; Giovanni Micheletto, Antonio di Vincenzo, Andrea Riccioli e Giacomo Fardella, senatori;
- 1534-1535: Gaspare Fardella, capitano di giustizia; Giacomo Staiti, Andrea di Vincenzo, Andrea Fardellae Giacomo di Caro, senatori;
- 1535-1536: Antonio Fardella, Giovanni di Vincenzo, Niccolò Provenzano e Onofrio Grignano, senatori;
- 1536-1537: Niccolò di Ajuto, capitano di giustizia; Simone Sanclemente, Andrea Crapanzano, Giovanni Matteo di Ferro e Giacomo Riccioli, senatori;
- 1537-1538: Niccolò Morana, capitano di giustizia; Niccolò di Ajuto, Gaspare Fardella, Giacomo Incubao e Giovanni Garofalo, senatori;
- 1538-1539: Antonino di Caro, capitano di giustizia; Onofrio Grignano, Guglielmo Crapanzano, Giovanni Francesco Rizzo e Francesco Mongiardino, senatori;
- 1539-1540: Giovanni di Vincenzo, Giovanni Matteo Ferro, Giambattista Caralta e Niccolò di Ajuto,senatori;
- 1540-1541: Giacomo Rizzo, capitano di giustizia; Giacomo Fardella, Giovanni Crapanzano, Niccolò Morana e Melchiorre de Amato, senatori;
- 1541-1542: Niccolò de Ajuto, capitano di giustizia;
- 1542-1543: Girolamo lo Burgio, capitano di giustizia; Niccolò Provenzano, Giovanni Matteo Ferro, Giovanni Caralta e Francesco Antonio di Vincenzo, senatori;
- 1543-1544: Francesco Ricciolo barone della Favignana, capitano di giustizia; Niccolò di Ajuto, Giacomo Antonio Sieri barone di Mangiadaini, Giacomo Fardella e Melchiorre Amato, senatori;
- 1544-1545: Giacomo di Vincenzo, capitano di giustizia; Antonio di Vincenzo, Giacomo Fardella, Giacomo Rizzo maggiore e Giacomo Incubao, senatori;
- 1545-1546: Giacomo Rizzo, capitano di giustizia; Giacomo Staiti, don Giovanni Sanclemente, Giovanni Pietro Ferro e Giambattista Caralta, senatori;
- 1546-1547: Lanzono Fardella, capitano di giustizia; don Francesco Sanclemente, Vito Fardella, Giacomo di Vincenzo e Antonino Grignano, senatori;
- 1547-1548: Giovanni Antonio Rizzo, capitano di giustizia;
- 1548-1549: Niccolò Morana, Giacomo Staiti, Francesco Mongiardino e Giacomo di Vincenzo, senatori;
- 1549-1550: Francesco Antonio di Vincenzo, capitano di giustizia;
- 1550-1551: Giacomo Calvan, capitano di giustizia; Antonio Lino, Giovanni Antonio Riccioli, Sebastiano Spolense e Francesco Ferro, senatori;
- 1551-1552: Giacomo di Vincenzo, capitano di giustizia; Giovanni Pietro Ferro, Giacomo di Vincenzo, Giovanni Giacomo Fardella e Giovanni Vincenzo di Ajuto, senatori;
- 1552-1553: Francesco di Vincenzo, capitano di giustizia; Giacomo Sieri, Francesco lo Burgio, Giacomo Incubao e Giovanni Crapanzano, senatori;
- 1553-1554: Giovanni Antonio Rizzo, Vito Antonio Amato, Melchiorre di Amato e Francesco di Vincenzo, senatori;
- 1554-1555: Giovanni Andrea Rizzo, capitano di giustizia; Francesco di Mongiardino, Giacomo Sieri, Giuseppe Crapanzano e Giovanni Lorenzo di Ajuto, senatori;
- 1556-1557: Giovanni Lorenzo di Ajuto (e parimenti Vito di Vincenzo), capitano di giustizia; Giovanni Crapanzano, Giacomo Staiti, Francesco Antonio di Vincenzo e Giacomo Fardella, senatori;
- 1557-1558: Francesco Riccio, capitano di giustizia; Niccolò Burgio, barone Bartolomeo Reda, Giovanni Antonio Barlotta e Vincenzo Antonio Vento, senatori;
- 1558-1559: Francesco di Vincenzo, capitano di giustizia; Giacomo di Vincenzo maggiore, Antonio Rizzo, Giacomo Antonio Fardella e Giuseppe Crapanzano, senatori;
- 1559-1560: Giovanni Antonio Rizzo, capitano di giustizia;
- 1560-1561: Vito di Vincenzo, capitano di giustizia; Giacomo Antonio Sieri, Francesco di Vincenzo, Francesco lo Burgio e Antonio Staiti, senatori;
- 1561-1562: Lanzono Fardella, Andrea Rizzo, Gaspare Ledon e Giovanni Francesco Amato, senatori;
- 1562-1563: Gaspare Ledon, capitano di giustizia; Andreotto Rizzo, Bartolomeo Vega, Giovanni Antonio Barlotta e Giuseppe Crapanzano, senatori;
- 1564-1565: Giovanni Andrea Rizzo, capitano di giustizia; Niccolò lo Burgio, Berardo Ferro regio cavaliere, Bartolomeo Fardella e Andrea Staiti, senatori;
- 1565-1566: Giovanni Antonio Rizzo, capitano di giustizia; Mario Lazzara, Pietro Paolo Provenzano, Francesco di Vincenzo e Michele Sieri, senatori;
- 1566-1567: Andrea Staiti, capitano di giustizia; Vito Antonio Vento, Pietro Sieri, Giovanni Vergara e Francesco di Vincenzo, senatori;
- 1567-1568: Francesco Antonio di Vincenzo (dopo la sua morte Pietro Sieri Pepoli barone di Rabbici), capitano di giustizia; Giovanni Antonio Barlotta, Giuseppe Crapanzano, barone Bartolomeo Reda e don Simone Sanclemente, senatori;
- 1568-1569: Giuseppe Antonio Margagliotta, Giovanni Andrea Rizzo, Giovanni Giacomo del Bosco e Vincenzo lo Burgio, senatori;
- 1570-1571: don Niccolò di Ferro, Francesco lo Burgio, Andrea Rizzo e Pietro Sieri, senatori;
- 1572-1573: Vito di Vincenzo, capitano di giustizia; don Giovanni Sanclemente, Francesco Sieri barone di Fiumegrande, don Berardo Ferro e Francesco di Vincenzo, senatori;
- 1574-1575: Michele Fardella, capitano di giustizia; Giacomo Antonio Ferro, Onofrio Sieri, Giovanni Andrea Rizzo e Francesco di Vincenzo, senatori;
- 1575-1576: don Simone Sanclemente, capitano di giustizia; don Niccolò di Ferro, Mariano Mongiardino, Vito Fardella maggiore e Isso Sieri, senatori;
- 1576-1577: Vito Fardella, capitano di giustizia; Ottavio lo Burgio, Niccolò Barlotta, Giuseppe Antonio Margagliotta e Giuseppe Crapanzano maggiore, senatori;
- 1577-1578: don Toscano Ferro, capitano di giustizia; don Niccolò di Ajuto, don Berardo Ferro, Orfeo Fardella e Giuseppe Crapanzano, senatori;
- 1578-1579: don Niccolò di Ajuto, capitano di giustizia; Girolamo Ferro, Antonino di Caro, Giacomo Staiti e Gerardo Sieri, senatori;
- 1579-1580: Giovan Gaspare Fardella, capitano di giustizia; Giovanni Michele Sieri, Giacomo Antonio Crapanzano, Francesco Sieri barone di Fiumegrande e Pietro Morana, senatori;
- 1580-1581: don Berardo Ferro, capitano di giustizia; Raffaele Bonsignore, barone Giovanni Francesco Rizzo, Niccolò Crapanzano e Cesare Ferro, senatori;
- 1581-1582: barone Onofrio Abrignano, Vito Fardella barone di Mocarta, barone Francesco di Vincenzo e Gerardo Sieri, senatori;
- 1582-1583: Giovanni Antonio Fardella, capitano di giustizia; Isso Sieri barone di Mangiadaini, Francesco Antonio Rabbatà, Simone di Vincenzo e Carlo Sieri, senatori;
- 1583-1584: Ottavio Joachino, capitano di giustizia; Michele lo Burgio, Giovanni Michele Sieri, barone Giacomo Staiti e Niccolò Fardella, senatori;
- 1584-1585: Cesare Ferro, capitano di giustizia; don Federico del Bosco, Giacomo Ravidà, Simone Vento e Francesco Sieri barone di Fiumegrande, senatori;
- 1585-1586: Martino Pineyro, capitano di giustizia; don Giulio Amato, Gaspare Rizzo, Pietro Morana e Giovanni Antonio Fardella, senatori;
- 1586-1587: don Giulio Amato, capitano di giustizia; Andrea Cavarretta, Vito Fardella barone di Mocarta, Gerardo Sieri e barone Marcello Provenzano, senatori;
- 1587-1588: Vito Fardella barone di Mocarta, capitano di giustizia; Lanzono Fardella, don Valerio Ferro, Antonio Cavaleri e Mariano Mongiardino, senatori;
- 1588-1589: Ottavio lo Burgio, capitano di giustizia; Girolamo di Ferro, Giacomo Ravidà e don Federico del Bosco Moncada, senatori;
- 1589-1590: Martino Fernandez de Pinedo, capitano di giustizia; Lanzono Fardella, barone Giovanni Francesco Rizzo, Cesare Ferro e barone Simone Vento, senatori;
- 1591-1592: Girolamo Ferro, capitano di giustizia; Ottavio lo Burgio, don Toscano Ferro, Carlo Sieri Pepoli e Onofrio Abrignano, senatori;
- 1592-1593: Martino Fernandez de Pinedo, capitano di giustizia; Niccolò Ravidà maggiore, don Marcello Provenzano, Romeo Sieri Pepoli e barone Giovanni Francesco Rizzo, senatori;
- 1593-1594: Pietro Morana, capitano di giustizia; Giovanni Antonio Fardella barone di Fontanasalsa, Pietro Morana, Giacomo Antonio Crapanzano e Gaspare Rizzo, senatori;
- 1594-1595: don Giuseppe Staiti, capitano di giustizia; Vito Fardella barone di Mocarta, Ottavio Joachino, Francesco Crapanzano e Pietro Nobile, senatori;
- 1595-1596: Ottavio Joachino, capitano di giustizia; Niccolò Barlotta maggiore, Gregorio Grimaldi, Antonino di Caro barone di Arcudaci e Ottofredo Abrignano, senatori;
- 1596-1597: Martino Fernandez de Pinedo, capitano di giustizia; Gaspare Rizzo, don Giuseppe Staiti, Andrea Cavarretta e don Valerio Ferro, senatori;
- 1597-1598: Girolamo Ferro, capitano di giustizia; Michele Martino Fardella, Bartolomeo Martino de Cagno, Giacomo Antonio Crapanzano e don Toscano Ferro, senatori;
- 1598-1599: Antonio de Cardenas, capitano di giustizia; Niccolò Ravidà maggiore, Francesco Crapanzano, Vito Fardella e Martino Fernandez de Pinedo, senatori;
- 1599-1600: Giuseppe Carrillo, capitano di giustizia; Giovanni Santostefano, Giuseppe Sieri, Pietro Morana e Ottofredo Abrignano, senatori;
- 1600-1601: Martino Fernandez de Pinedo, capitano di giustizia; don Marcello Provenzano, Vito Morana, Michele Martino Fardella e Giacomo Antonio Crapanzano, senatori;
- 1601-1602: Ottavio Joachino, capitano di giustizia; Niccolò Ravidà, Gaspare Riccio, Giacomo Morana e Francesco Sieri Pepoli, senatori;
- 1602-1603: Romeo Sieri Pepoli, capitano di giustizia; Francesco Antonio Rabbatà, don Valerio Ferro, Giovanni di Naso e Annibale Fadrdella, senatori;
- 1603-1604: Mazziotto Sieri Pepoli, capitano di giustizia; Francesco Crapanzano, Giacomo Rizzo, Giuseppe Buxello e Giovanni Giacomo lo Burgio, senatori;
- 1604-1605: Pietro Morana, capitano di giustizia; don Marcello Provenzano, Giacomo Vento barone di Reda, Giuseppe Antonio Carissima e Gaspare Riccio, senatori;
- 1605-1606: Romeo Sieri Pepoli, Giacomo Sieri fu Gerardo, Simone lo Burgio e Pietro Nobile, senatori;
- 1606-1607: don Federico del Bosco, capitano di giustizia; Annibale Fardella, Vincenzo lo Burgio, Francesco Crapanzano e Vincenzo di Alfonso, senatori;
- 1607-1608: Michele Martino Fardella, capitano di giustizia; Giacomo Rabbatà, don Valerio Ferro, Michele Martino Fardella e Camillo Sieri, senatori;
- 1608-1609: don Giuseppe Staiti, capitano di giustizia; Girolamo Fardella, Luigi Osorio, Giacomo Fardella e Giuseppe Buxello, senatori;
- 1609-1610: Pietro Nobile, capitano di giustizia; don Marcello Provenzano barone di Cuddia, Michele lo Burgio maggiore, Giovanni Antonio Fisicaro ed Emmanuele Andrada, senatori;
- 1610-1611: Martino de Rivera, capitano di giustizia;
- 1611-1612: Mazziotto Sieri Pepoli, capitano di giustizia; Niccolò Ravidà, Romeo Sieri, don Francesco Carafa e Giacomo di Caro barone di Arcudaci, senatori;
- 1612-1613: Giacomo Vento barone di Reda, capitano di giustizia; Giuseppe Antonio Carissima, Andrea di Vincenzo, Vito Antonio Vento e Scipione lo Burgio, senatori;
- 1614-1615: Berardo di Ferro, capitano di giustizia;
- 1615-1616: Annibale Fardella, capitano di giustizia; don Benedetto Provenzano, don Francesco Mongiardino, Ottavio Omodei e Girolamo Rizzo fu Niccolò, senatori;
- 1616-1617: Tommaso Rabbatà, Giovanni Fardella barone di Mocarta, Alessandro Specchi e Vincenzo lo Burgio, senatori;
- 1617-1618: Mazziotto Sieri Pepoli, capitano di giustizia; Girolamo Rizzo fu Niccolò, Annibale Fardella, Giacomo Vento barone di Reda e don Marcello Provenzano barone di Cuddia, senatori;
- 1618-1619: Pietro Nobile, capitano di giustizia;
- 1619-1620: Giacomo Vento barone di Reda, capitano di giustizia; Mariano Vento, Pietro lo Monaco, Mario Ferro ed Eustachio Ferro, senatori;
- 1620-1621: Giacomo di Caro barone di Arcudaci, capitano di giustizia; Francesco Ferro, Onofrio di Vincenzo, Alessandro Specchi e Angelo Maria Fardella, senatori;
- 1621-1622: Romeo Sieri, capitano di giustizia; Gaspare Rizzo, Lanzono Fardella, Alessandro Specchi e Francesco di Ferro, senatori;
- 1622-1623: Girolamo Rizzo, capitano di giustizia; don Filippo Staiti, Niccolò Cavarretta, Toscano di Ferro e Giacomo di Caro barone di Arcudaci, senatori;
- 1623-1624: Alessandro Specchi, capitano di giustizia; Romeo Sieri Pepoli, Giuseppe Crapanzano, Vito Antonio Vento e Francesco di Vincenzo, senatori;
- 1624-1625: Giacomo di Caro barone di Arcudaci, capitano di giustizia; Girolamo Rizzo, Annibale Fardella, Vincenzo lo Burgio e capitano Francesco Basciano, senatori;
- 1625-1626: Giacomo di Caro barone di Arcudaci, capitano di giustizia; don Filippo Staiti, Antonio Fardella, Polidoro Morana e Vincenzo Ferro, senatori;
- 1626-1627: don Filippo Staiti, capitano di giustizia; Ottavio Omodei, Giuseppe Crapanzano, Niccolò Cavarretta e Giuseppe di Caro, senatori;
- 1627-1628: Annibale Fardella, capitano di giustizia; Giovanni Maria Omodei, Girolamo Rizzo, Mario Cavarretta e Romeo Sieri, senatori;
- 1628-1629: don Giovanni Fardella barone di Mocarta, capitano di giustizia; Francesco Ortado Montalbano, Francesco lo Curto, Giovanni Carissima e Giacomo di Caro barone di Arcudaci, senatori;
- 1629-1630: don Onofrio di Vincenzo, capitano di giustizia; don Filippo Staiti, don Polidoro Morana, don Vito Fardella e don Giovanni Antonio Ferro, senatori;
- 1630-1631: Giacomo di Caro barone di Arcudaci, capitano di giustizia; Palacino Crapanzano, Vito Antonio Vento, Mario di Ferro e Girolamo Zuccalà, senatori;
- 1631-1632: don Pietro lo Monaco, capitano di giustizia; Alessandro Specchi, Bartolomeo Staiti, Vincenzo Ferro ed Eustachio Ferro, senatori;
- 1632-1633: Giacomo di Caro barone di Arcudaci, capitano di giustizia;
- 1633-1634: Giacomo di Caro barone di Arcudaci, capitano di giustizia; Annibale Fardella, Tommaso Ravidà, Onofrio di Vincenzo e Francesco Ortado Montalbano, senatori;
- 1634-1635: Francesco lo Curto, capitano di giustizia; Vincenzo Sieri Pepoli, Alessandro Specchi, Antonio Fardella ed Eustachio Ferro, senatori;
- 1635-1636: don Diego Osorio, capitano di giustizia; Michele lo Burgio, Antonino Nobile, Giuseppe Sieri e Stanislao Crapanzano, senatori;
- 1636-1637: Giovanni Maria Omodei, capitano di giustizia; Placido Rizzo, Bartolomeo Staiti, Annibale Fardella e Girolamo Zuccalà, senatori;
- 1637-1638: Niccolò lo Burgio, capitano di giustizia; Palacino Crapanzano, Vito Morana, Mario Ferro e Filippo Staiti minore, senatori;
- 1638-1639: Stefano Fardella, capitano di giustizia;
- 1639-1640: don Ottavio del Bosco, conte di Vicari, capitano di giustizia; Alessandro Specchi, Vito Fardella, Francesco Sieri e Filippo Staiti minore, senatori;
- 1640-1641: Francesco Sieri Pepoli barone di Rabbici, capitano di giustizia;
- 1641-1642: don Bartolomeo Staiti, capitano di giustizia; Filippo Staiti maggiore, Pietro Ravidà, Arrigo Dich e Giulio Rizzo, senatori;
- 1643-1644: Vincenzo Sieri Pepoli, capitano di giustizia; Vito Morana, Giacomo Fardella, Francesco Staiti barone delle Chiuse, Bartolomeo Milo, senatori;
- 1644-1645: Alessandro Specchi, capitano di giustizia; Mario Ferro, Vincenzo Rizzo, Palacino Crapanzano e Giovanni Maria Omodei, senatori;
- 1645-1646: don Bartolomeo Staiti, capitano di giustizia; Pietro Rizzo, Arrigo Dich, Niccolò lo Burgio e Filippo Staiti minore, senatori;
- 1646-1647: Placido Rizzo, capitano di giustizia; Palacino Crapanzano, Francesco Staiti, Giacomo Fardella e Giacomo Rizzo, senatori;
- 1647-1648: Giacomo di Caro barone di Arcudaci, Giacomo Antonio Crapanzano, Francesco di Vincenzo e Orfeo Nobile, senatori;
- 1648-1649: Alessandro Specchi, capitano di giustizia; Giacomo di Caro barone di Arcudaci, Giacomo Antonio Crapanzano, Francesco di Vincenzo e Orfeo Nobile, senatori;
- 1649-1650: Niccolò lo Burgio, Filippo Staiti, Francesco Omodei e Vito Fardella, senatori;
- 1650-1651: Giacomo Fardella, capitano di giustizia;
- 1651-1652: Orfeo Nobile, capitano di giustizia; Filippo Staiti, Annible Fardella, Palacino Crapanzano e Sebastiano di Vincenzo, senatori;
- 1652-1653: Michele Martino Fardella, capitano di giustizia;
- 1654-1655: Giacomo Lanzarotti, capitano di giustizia;
- 1655-1656: Giovanni Fardella, capitano di giustizia;
- 1656-1657: Bartolomeo Velasquez, capitano di giustizia; Giovanni di Vincenzo, Vito Morana, Giuseppe Staiti e Blandano Fardella, senatori;
- 1657-1658: Giacomo Sieri Pepoli barone di Rabbici, capitano di giustizia;
- 1658-1659: Annibale Fardella, capitano di giustizia; Simone di Vincenzo, Niccolò lo Burgio, Francesco Omodei e Giuseppe lo Burgio, senatori;
- 1659-1660: Francesco Staiti, Michele Martino Fardella barone di Mocarta, Giacomo Lanzarotti e Palacino Crapanzano, senatori;
- 1660-1661: Bartolomeo Velasquez, capitano di giustizia; Giuseppe di Caro barone di Arcudaci, Giacomo Fardella maggiore, Andrea di Vincenzo e Pietro Giuseppe Rizzo, senatori;
- 1661-1662: Bartolomeo Velasquez, capitano di giustizia; Annibale Fardella, Vito Morana, Antonio Osorio e Giuseppe Staiti, senatori;
- 1662-1663: Luigi Fardella maggiore, Giovanni Maria Omodei, Bartolomeo Milo e Giacomo Lanzarotti barone di Sanagia, senatori;
- 1663-1664: Giacomo Fardella Uberti, capitano di giustizia;
- 1664-1665: Francesco Barlotta, capitano di giustizia; Vito Morana, Giacomo Sieri , Giuseppe Staiti barone delle Chiuse e Annibale Fardella, senatori;
- 1665-1666: Bartolomeo Milo, capitano di giustizia; Baldassarre Ferro, Tiberio Specchi, Placido Riccio barone di S. Anna e Pietro Nobile Lazzara, senatori;
- 1666-1667: Luigi Fardella barone di Fontanasalsa, capitano di giustizia; Giuseppe Morana, Giuseppe di Caro, Blandano Fardella e Antonio Osorio, senatori;
- 1667-1668: Bartolomeo Staiti, capitano di giustizia; Francesco Barlotta, Bartolomeo Staiti, Giovanni Fardella e Giuseppe lo Burgio, senatori;
- 1668-1669: Pietro Nobile Lazzara, capitano di giustizia; Marcello Sieri Pepoli, Antonino Osorio, Francesco Velasquez e Francesco Gentile, senatori;
- 1669-1670: Luigi Fardella barone di Fontanasalsa, capitano di giustizia; Placido Rizzo barone di S. Anna, Baldassarre Ferro, Francesco Omodei e Lorenzo Morana, senatori;
- 1670-1671: Placido Rizzo, capitano di giustizia; Giuseppe Staiti barone delle Chiuse, Giacomo Lanzarotti barone di Sanagia, Andrea di Vincenzo e Giacomo Fardella del Bosco, senatori;
- 1671-1672: Placido Rizzo barone di S. Anna, capitano di giustizia; Bartolomeo Staiti, Bartolomeo Milo, Paolo Crapanzano e Francesco Omodei, senatori;
- 1672-1673: Giuseppe Staiti barone delle Chiuse, capitano di giustizia; Giovanni Lorenzo Morana, Vito Fardella, Francesco lo Burgio e Carlo Barlotta, senatori;
- 1674-1675: Michele Sieri, capitano di giustizia;
- 1675-1676: Andrea di Vincenzo, capitano di giustizia; Pietro Nobile, Pietro Rizzo, Michele Fisicaro e Giacomo Fardella, senatori;
- 1676-1677: Marcello Sieri, capitano di giustizia; Stefano Fardella, Diego Osorio, Annibale Fardella e Giacomo Sieri fu Onofrio, senatori;
- 1677-1678: Martino Fardella barone della Ripa, capitano di giustizia; Pietro Nobile Lazzara, Tiberio Specchi, Antonino Cipponeri e Annibale Staiti, senatori;
- 1678-1679: Baldassarre Ferro, capitano di giustizia; Michele Martino Fardella barone di Mocarta, Giuseppe Staiti barone delle Chiuse, Michele Fisicaro Ravanal e Michele lo Burgio, senatori;
- 1679-1680: Giacomo Sieri Pepoli, capitano di giustizia;
- 1680-1681: Michele Martino Fardella barone di Mocarta, capitano di giustizia; Federigo Omodei, Baldassarre Ferro, Giovanni Fisicaro e Vito Fardella, senatori;
- 1681-1682: barone Benedetto Milo, capitano di giustizia; Federigo Omodei, Baldassarre Ferro, Ottavio Omodei e Vito Fardella, senatori;
- 1682-1683: Ottavio Omodei, capitano di giustizia; Marcello Sieri, Martino Fardella barone della Ripa, Filippo Staiti e Valerio Morana, senatori;
- 1683-1684: Stefano Fardella, capitano di giustizia; Francesco Mario Burgio, Giuseppe Sieri Pepoli, Michele Fisicaro e Antonio Cipponeri, senatori;
- 1684-1685: Stefano Fardella, capitano di giustizia; Luigi Bruno barone di Saccolino, Giacomo Fardella Tagliavia, Antonio Osorio Alarcon e Giovanni Maria Omodei, senatori;
- 1685-1686: Federigo Omodei, capitano di giustizia; Michele Martino Fardella, Pietro Maria Nobile Lazzara, Giacomo Staiti e Antonino Fardella, senatori;
- 1686-1687: Filippo Staiti, capitano di giustizia; Annibale Staiti, Marcello Sieri Pepoli, Michele lo Burgio e Francesco Fisicaro, senatori;
- 1687-1688: Giovanni Omodei, capitano di giustizia; Ottavio Omodei barone di Granatelli, Filippo Staiti, Giuseppe Sieri Pepoli e Antonio lo Burgio, senatori;
- 1688-1689: Giuseppe Fardella Vento, capitano di giustizia; Pietro Nobile Lazzara, Giuseppe Fardella barone di Reda, Mazziotto Sieri ed Emilio Fardella, senatori;
- 1689-1690: Giovanni Omodei, capitano di giustizia; Francesco Maria lo Burgio, Federigo Omodei, Giovanni Lorenzo Morana Barlotta e Antonio Fardella, senatori;
- 1690-1691: Gaspare Berardo Ferro, capitano di giustizia; Girolamo Staiti, Michele lo Burgio, Francesco Sieri fu Giuseppe e Raffaele Fardella, senatori;
- 1691-1692: Francesco Burgio, capitano di giustizia; Francesco Sieri Pepoli barone di Rabbici, Giacomo Staiti, Giacomo Fardella e Marcello Sieri Pepoli, senatori;
- 1692-1693: Antonino Fardella, capitano di giustizia; Baldassarre Ferro, Francesco Nobile, Raffaele Fardella e Saverio Crapanzano, senatori;
- 1693-1694: Stefano Fardella, capitano di giustizia; Pietro Mollica, Giovanni Maria Omodei, Luigi Bruno e Gaetano Crapanzano, senatori;
- 1694-1695: Michele lo Burgio, capitano di giustizia; Michele Fisicaro, Girolamo Cadelo, Gaetano Ferro e Giuseppe Sieri, senatori;
- 1695-1696: Benedetto Milo, capitano di giustizia; Giovanni Maria Omodei, Antonio Nobile Lazzara, Paolo Morana e Rosario Fardella, senatori;
- 1696-1697: Vincenzo Fardella, capitano di giustizia; Giuseppe Fardella, Francesco Nobile, Niccolò lo Burgio e barone Antonio Morana, senatori;
- 1697-1698: Antonino Nobile, capitano di giustizia; Francesco lo Burgio barone di Scirinda, Federigo Omodei, Bartolomeo Staiti e Angelo Cipponeri, senatori;
- 1698-1699: Antonino Fardella, capitano di giustizia; Niccolò Maria Burgio, Paolo Morana, Francesco di Vincenzo e Giuseppe lo Burgio Fardella, senatori;
- 1699-1700: Vincenzo Fardella, capitano di giustizia; Francesco di Vincenzo, Giuseppe lo Burgio Fardella, Michele Fisicaro e Giacomo Fardella barone della Ripa, senatori;
- 1700-1701: Antonino Nobile, capitano di giustizia; Luigi Osorio Alarcon, Francesco Vivero, Alessandro Specchi Fardella e Federigo Nobile, senatori;
- 1701-1702: Berardo Ferro, capitano di giustizia; Luigi Osorio Alarcon, Francesco Vivero, Alessandro Specchi Fardella e Federigo Nobile, senatori;
- 1702-1703: Alberto Rizzo barone di S. Anna, capitano di giustizia; Pietro Mollica, Giovanni Ferro, Niccolò Maria lo Burgio e Girolamo Cadelo, senatori;
- 1703-1704: Giovanni Ferro, capitano di giustizia; Girolamo Staiti barone delle Chiuse, Giuseppe Fardella Vento, Filippo Staiti e Antonino Nobile, senatori;
- 1704-1705: Giovanni Ferro, capitano di giustizia; Federigo Omodei, Giacomo Fardella, Michele Fisicaro e Angelo Cipponeri barone di S. Giuseppe, senatori;
- 1705-1706: Girolamo Staiti barone delle Chiuse, capitano di giustizia; Antonio Bruno, Saverio Crapanzano, Pietro Mollica e Giovanni Antonio Morana, senatori;
- 1706-1707: Niccolò Maria lo Burgio barone di Scirinda, capitano di giustizia; Vincenzo Fardella, Antonino Nobile Lazzara, Giovanni Maria Omodei e Raffaele Fardella, senatori;
- 1707-1708: Niccolò Maria lo Burgio barone di Scirinda, capitano di giustizia; Angelo Cipponeri, Giovanni Ferro, Girolamo Cadelo, e Giacomo Fardella, senatori;
- 1708-1709: Niccolò Maria lo Burgio barone di Scirinda, capitano di giustizia; Bartolomeo Staiti minore, Federigo Omodei, Filippo Staiti e Blandano Fardella, senatori;
- 1709-1710: Filippo Staiti, capitano di giustizia; Rosario Fardella, Simone Tipa, Girolamo Staiti barone delle Chiuse e Raffaele Fardella, senatori;
- 1710-1711: Filippo Staiti, capitano di giustizia; Girolamo Staiti barone delle Chiuse, Placido Rizzo, Mazziotto Sieri Pepoli e Antonino Nobile, senatori;
- 1711-1712: Ruggero Sieri, capitano di giustizia; Giuseppe Staiti, Giuseppe Rizzo, Giuseppe lo Burgio e Francesco Valvo, senatori;
- 1712-1713: Girolamo Rizzo, capitano di giustizia; Giambattista Fardella, Simone Tipa, Vincenzo Clavica e Girolamo Staiti barone delle Chiuse, senatori;
- 1713-1714: Placido Rizzo barone di S. Anna, capitano di giustizia; Michele Martino Fardella, Francesco Valvo, Antonino Nobile Lazzara e Giovanni Antonio Morana, senatori;
- 1714-1715: Antonio Fardella, capitano di giustizia; Federigo Omodei, Saverio Crapanzano, Filippo Staiti e Angelo Cipponeri, senatori;
- 1715-1716: Giovanni Antonio Morana, capitano di giustizia; Giovanni Maria Omodei barone di Reda, Antonio Bruno barone di S. Giuseppe, Niccolò Maria Burgio barone di Scirinda e Alberto Fardella barone della Ripa, senatori;
- 1716-1717: Giovanni Omodei barone di Reda, capitano di giustizia; Bartolomeo Staiti, Vincenzo Clavica, Blandano Fardella e Vito Omodei, senatori;
- 1717-1718: Filippo Staiti, capitano di giustizia; Federigo Omodei, Niccolò Maria Burgio barone di Scirinda, Vincenzo Clavica e Antonino Bruno barone di S. Giuseppe, senatori;
- 1718-1719: Blandano Fardella, Alessandro Staiti, Antonio Nobile Lazzara e Antonio Fardella, senatori;
- 1719-1720: si ritiene che siano rimasti in carica i senatori dell'anno precedente;
- 1720-1721: Vincenzo Fardella, capitano di giustizia; Antonino Nobile Lazzara, Placido Rizzo barone di S. Anna, Alessandro Staiti e Giacomo Fardella, senatori;
- 1721-1722: Giuseppe lo Burgio, capitano di giustizia; Alberto Fardella barone della Ripa, Filippo Staiti, Francesco Maria Burgio e Vincenzo Clavica, senatori;
- 1722-1723: barone Giovanni Antonio Morana Barlotta, capitano di giustizia; Placido Rizzo barone di S. Anna, Vincenzo Fardella, Francesco Maria Burgio barone delle Gazzere e Matteo Barlotta Morana, senatori;
- 1723-1724: Francesco Maria Burgio barone delle Gazzere, capitano di giustizia; Niccolò Maria Burgio barone di Scirinda, Antonio Nobile, Giuseppe Fardella e Andrea di Vincenzo, senatori;
- 1724-1725: Giovanni Ferro, capitano di giustizia; Giovanni Antonio Morana Barlotta, Francesco di Vincenzo, Giacomo Fardella e Vincenzo Clavica, senatori;
- 1725-1726: Orfeo Nobile, capitano di giustizia; Giuseppe Riccio, Giuseppe Burgio, Alberto Fardella barone della Ripa e Marcello Fisicaro, senatori;
- 1726-1727: Pietro Sieri Pepoli barone di Rabbici, capitano di giustizia; Antonino Fardella, Placido Riccio barone di S. Gioachino, Michele Martino Fardella barone di Mocarta e Giuseppe Fardella, senatori;
- 1727-1728: Matteo Barlotta Morana, capitano di giustizia; Giuseppe Milo, Filippo Staiti Burgio, Giuseppe Staiti barone delle Chiuse e Pietro Ignazio Nobile, senatori;
- 1728-1729: Antonino Fardella, capitano di giustizia; Bartolomeo Emanuele Abrignano, Andrea di Vincenzo, Giuseppe Riccio e Francesco Cipponeri, senatori;
- 1729-1730: Antonino Fardella Palermo, capitano di giustizia; Francesco Staiti barone delle Chiuse, Placido Riccio barone di S. Anna, Alberto Fardella barone della Ripa e Placido Riccio barone di S. Gioachino, senatori;
- 1730-1731: Andrea di Vincenzo, capitano di giustizia; Giuseppe Burgio, Pietro Sieri Pepoli barone di Rabbici, Francesco Maria Burgio barone delle Gazzere e Pietro Nobile, senatori;
- 1731-1732: Matteo Barlotta, capitano di giustizia; Giacomo Fardella, Bartolomeo Fardella, Giuseppe Staiti Chiaves e Francesco Staiti Burgio, senatori;
- 1732-1733: Giuseppe Staiti Chiaves, capitano di giustizia; Giuseppe Milo, Orfeo Nobile, Stefano Fardella barone di Mocarta e Filippo Staiti Burgio, senatori;
- 1733-1734: Placido Riccio Caro, capitano di giustizia; Placido Riccio barone di S. Gioachino, Alessandro Staiti, Andrea di Vincenzo e Francesco Maria Burgio barone delle Gazzere, senatori;
- 1734-1735: Federigo Omodei, Annibale Fardella, Alberto Fardella barone della Ripa e Giuseppe Staiti barone delle Chiuse, senatori;
- 1735-1736: Pietro Nobile, capitano di giustizia; Rosario Giacomo Fardella, Pietro Sieri Pepoli barone di Rabbici, Blandano Fardella barone di Reda e Giuseppe Burgio Fardella, senatori;
- 1736-1737: Placido Riccio barone di S. Gioachino, capitano di giustizia; Rosario Giacomo Fardella, Pietro Sieri Pepoli barone di Rabbici, Blandano Fardella barone di Reda e Giuseppe Burgio Fardella, senatori;
- 1737-1738: Pietro Sieri Pepoli barone di Rabbici, capitano di giustizia; Filippo Staiti, Giacomo Fardella, Francesco Sieri Pepoli e Francesco Cipponeri, senatori;
- 1738-1739: Marcello Fardella Palermo, capitano di giustizia; Placido Riccio barone di S. Anna, Pietro Nobile, Pietro Mollica Burgio e Giuseppe Staiti barone delle Chiuse, senatori;
- 1739-1740: Pietro Sieri Pepoli barone di Rabbici, capitano di giustizia; Andrea di Vincenzo, Giuseppe Burgio, Placido Riccio barone di S. Gioachino e Michele Martino Fardella, senatori;
- 1740-1741: Antonio David Fardella, capitano di giustizia; Ignazio Nobile, Giuseppe Rizzo, Pietro Nobile Lazzara e Giuseppe Staiti Chiaves, senatori;
- 1741-1742: Filippo Staiti Burgio, capitano di giustizia; Pietro Sieri Pepoli barone di Rabbici, Pietro Ignazio Nobile Sieri Pepoli, Giuseppe Antonio Morana Barlotta e Francesco Staiti barone delle Chiuse, senatori;
- 1742-1743: Giovanni Antonio Barlotta Morana, capitano di giustizia; Alberto Fardella barone della Ripa, Arrigo Omodei, Francesco Sieri Pepoli Burgio e Francesco Cipponeri, senatori;
- 1743-1744: Giuseppe Rizzo Caro, capitano di giustizia; Rosario Giacomo Fardella, Filippo Staiti Burgio, Michele Sieri Pepoli e Antonino di Vincenzo, senatori;
- 1744-1745: Antonio David Fardella, capitano di giustizia; Alberto Ambrogio Rizzo, Francesco Cipponeri, Giuseppe Milo e Pietro Nobile Lazzara, senatori;
- 1745-1746: Pietro Nobile Lazzara, capitano di giustizia; Pietro Mollica, Marcello Fardella Palermo, Francesco Sieri Pepoli Burgio e Pietro Ignazio Nobile, senatori;
- 1746-1747: Giuseppe Staiti, capitano di giustizia; Pietro Emanuele Omodei, Ruggero Sieri Pepoli, Pietro Nobile Fardella e Michele Sieri Pepoli Burgio, senatori;
- 1747-1748: Blandano Fardella, capitano di giustizia; barone Raffaele Fardella, Vito Ferro, Pietro Nobile Lazzara e barone Benedetto Milo, senatori;
- 1748-1749: Giacomo Rizzo, capitano di giustizia; Bartolomeo Staiti Ferro, Giuseppe Rizzo, Ignazio Nobile e Stefano Fardella barone di Mocarta, senatori;
- 1749-1750: Alessandro Staiti, capitano di giustizia; Pietro Emanuele Omodei, Pietro Nobile Fardella, Pietro Nobile Sieri Pepoli e Pietro Fisicaro Mollica, senatori;
- 1750-1751: Alessio di Ferro cavaliere gerosolimitano, capitano di giustizia; Pietro Emanuele Omodei, Pietro Nobile Fardella, Pietro Nobile Sieri Pepoli e Pietro Fisicaro Mollica, senatori;
- 1751-1752: barone Benedetto Milo Ferro, capitano di giustizia; Giuseppe Staiti barone delle Chiuse, Stanislao Clavica, Simone Burgio Milo e Francesco Sieri Pepoli Burgio barone di S. Teodoro, senatori;
- 1752-1753: Giuseppe Staiti barone delle Chiuse, capitano di giustizia; Pietro Nobile Fardella, Arrigo Omodei Dich, Francesco Cipponeri Sieri Pepoli e Ruggero Sieri Pepoli Burgio, senatori;
- 1753-1754: Alberto Ambrogio Rizzo di Vincenzo, capitano di giustizia; Luigi di Ferro, Marcello Fardella Palermo, Pietro Nobile Lazzara e Raffaele Fardella barone della Ripa, senatori;
- 1754-1755: Berardo di Ferro, capitano di giustizia; Bartolomeo Staiti Ferro, Bartolomeo Staiti Omodei barone di Granatelli, Pietro Emanuele Omodei e Ignazio Nobile Sieri Pepoli, senatori;
- 1755-1756: Pietro Sieri Pepoli barone di Rabbici, capitano di giustizia; Francesco Maria Sieri Pepoli barone di S. Teodoro, Giuseppe Staiti barone delle Chiuse, Ruggero Sieri Pepoli Burgio e Pietro Mollica Burgio, senatori;
- 1756-1757: Bartolomeo Staiti Omodei barone di Granatelli, capitano di giustizia; Pietro Nobile Fardella, Marcello Fardella Palermo, Bartolomeo Rizzo e Salvatore Ferro, senatori;
- 1757-1758: Francesco Maria Burgio conte palatino e barone delle Gazzere, capitano di giustizia; barone Benedetto Milo, Stefano Fardella barone di Mocarta, Pietro Nobile Lazzara e Francesco Nobile, senatori;
- 1758-1759: Arrigo Omodei, capitano di giustizia; Giuseppe Staiti barone delle Chiuse, Antonio Ferro, Benedetto Burgio barone di Scirinda e Alberto Rizzo barone di Morana, senatori;